# Manuel Joaquim Gonçalves de Andrade
Dom Manuel Joaquim Gonçalves de Andrade (Quinta Grande, Ilha da Madeira, 14 de março de 1767 — São Paulo, 26 de maio de 1847) foi um sacerdote católico português e sexto bispo de São Paulo e o último português a ocupar este cargo. Foi conde romano.
Era filho do Ajudante de Ordenanças Nicolau Gonçalves e de Maria de Andrade.

## Presbiterado
Tendo realizado seus primeiros estudos na Ilha da Madeira, depois, continuou-os no continente, onde seu tio exercia o ministério sacerdotal na freguesia de Ventosa do Bairro, na Diocese de Coimbra.
Foi ordenado sacerdote em 8 de setembro de 1797, por seu tio Dom Mateus. Foi clérigo secular, tendo sido nomeado, em São Paulo, cônego e, mais tarde, arcediago do Cabido. Foi provisor e vigário-geral de seu tio.

## Episcopado
Tendo sido indicado bispo de São Paulo por Dom Pedro I, Imperador de Brasil; a 25 de junho de 1827 foi confirmado, por breve do Papa Leão XII.
Foi sagrado bispo, em São Paulo, no dia 28 de outubro de 1827, sendo sagrante principal Dom José Caetano da Silva Coutinho, então bispo do Rio de Janeiro.
Dom Manuel foi bispo de São Paulo até 26 de maio de 1847, quando veio a falecer.

## Brasão
Descrição: Escudo eclesiástico, partido: o 1º de sinopla, com uma torre de jalde, aberta e iluminada de blau, ladeada por dois leões do mesmo, armados e lampassados de goles, afrontados e trepantes – Armas dos Larzedos; o 2º de jalde, com uma banda de goles abocadas por duas cabeças de serpe de sinopla, com a boca filetada de jalde, e acompanhadas de duas caldeiras xadrezadas de goles e de argente, com aros e asas serpentíferas de sinopla – Armas dos Andrades. O escudo está assente em tarja branca. O conjunto pousado sobre uma cruz trevolada de ouro, com um coronel de conde, entre uma mitra de prata adornada de ouro, à dextra, e de um báculo do mesmo, a senestra, para onde se acha voltado. O todo encimado pelo chapéu eclesiástico com seus cordões em cada flanco, terminados por seis borlas cada um, tudo de verde.
Interpretação: O escudo obedece as regras heráldicas para os eclesiásticos. Os campos representam as armas familiares do bispo, nascido da nobreza lusitana. No 1º, o campo de sinopla (verde) representa: esperança, liberdade, abundância, cortesia e amizade; a torre, além de arma familiar, representa também a igreja e sendo de jalde (ouro) simboliza: nobreza, autoridade, premência, generosidade, ardor e descortínio. Os leões são símbolo de autoridade, soberania, autoridade, magnanimidade e vigilância. No 2º, o campo de jalde (ouro) tem o significado já descrito deste metal; a banda – distintivo de generais e chefes – sendo de goles (vermelho) simboliza o fogo da caridade inflamada no coração do bispo, bem como valor e socorro aos necessitados; cor sinopla (verde) das serpes tem o significado já descrito acima. Nas caldeiras xadrezadas, o goles (vermelho) tem o significado descrito acima e o argente (prata) simboliza a inocência, a castidade, a pureza e a eloqüência, virtudes essenciais num sacerdote.

## Atividade e contribuições
Dom Manuel Joaquim Gonçalves de Andrade encontrou a cidade de São Paulo dividida em quatro territórios eclesiásticos: Curato da Sé e Freguesias do Ó, de Nossa Senhora da Penha de França e do São Bom Jesus de Matosinho do Brás. Havia uma população de oito mil almas. Como expoente do Partido Conservador, Dom Manuel enfrentou a oposição de Líbero Badaró, que defendia o Partido Liberal. O seu palácio Episcopal foi instalado numa chácara, nas proximidades do atual Mercado Municipal de São Paulo. Foi vice-presidente da Província e por três vezes assumiu o governo civil, ocasião que se empenhou na construção da Estrada da Mata, que ligava São Paulo ao Rio Grande do Sul. Também se ocupou da construção do canal de Iguape, fazendo a comunicação do Rio Ribeira de Iguape ao Mar Pequeno. Enfrentou, com sabedoria, diversas revoltas políticas e religiosas de segmentos do clero. Criou, em 1846, a primeira Escola Normal de São Paulo, instalando-a numa das salas da Sé Catedral, onde se ensinava o catecismo, língua pátria, línguas estrangeiras vivas e mortas, geometria, aritmética e artes.

## Ordenações episcopais
Dom Mateus foi o principal sagrante dos seguintes bispos:
- Dom José Antônio dos Reis